# Marcus Aemilius Lepidus (Konsul 187 v. Chr.)

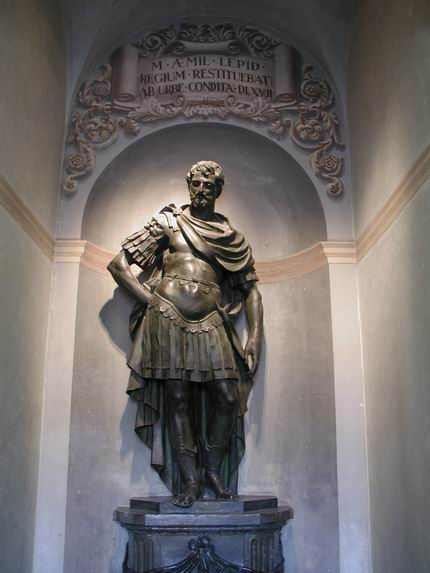
Neuzeitliche Statue des Marcus Aemilius Lepidus in Reggio nell’Emilia

Marcus Aemilius Lepidus († 152 v. Chr.) war ein Politiker der römischen Republik.

## Werdegang
Er wird zum ersten Mal als Mitglied einer Gesandtschaft erwähnt, die 201/200 v. Chr. zu Ptolemaios V. und Philipp V. reiste. Nachdem er 193 v. Chr. kurulischer Ädil und 191 als Prätor Statthalter Siziliens gewesen war, wurde er 187 v. Chr. zum ersten Mal Konsul. In diesem Amt kämpfte er gegen die Ligurer. 
In der Schlacht gelobte er der Diana einen Tempel, der am Circus Flaminius erbaut und acht Jahre später geweiht wurde.
Er beauftragte den Bau der Via Aemilia, einer wichtigen römischen Straße von Placentia (Piacenza) nach Ariminum (Rimini). Er errichtete die römischen Kolonien Parma und Modena.
179 v. Chr. wurde Lepidus zusammen mit Marcus Fulvius Nobilior Zensor. Die beiden sorgten u. a. für die Errichtung der Basilica Aemilia, des Pons Aemilius und des Apollo-Theaters. 175 v. Chr. wurde Aemilius Lepidus zum zweiten Mal Konsul.
Bereits seit 199 Pontifex, wurde Lepidus 180 v. Chr. Pontifex Maximus und galt bis zu seinem Tod 152 v. Chr. als einer der bedeutendsten Angehörigen der römischen Nobilität.